# Comblain-au-Pont

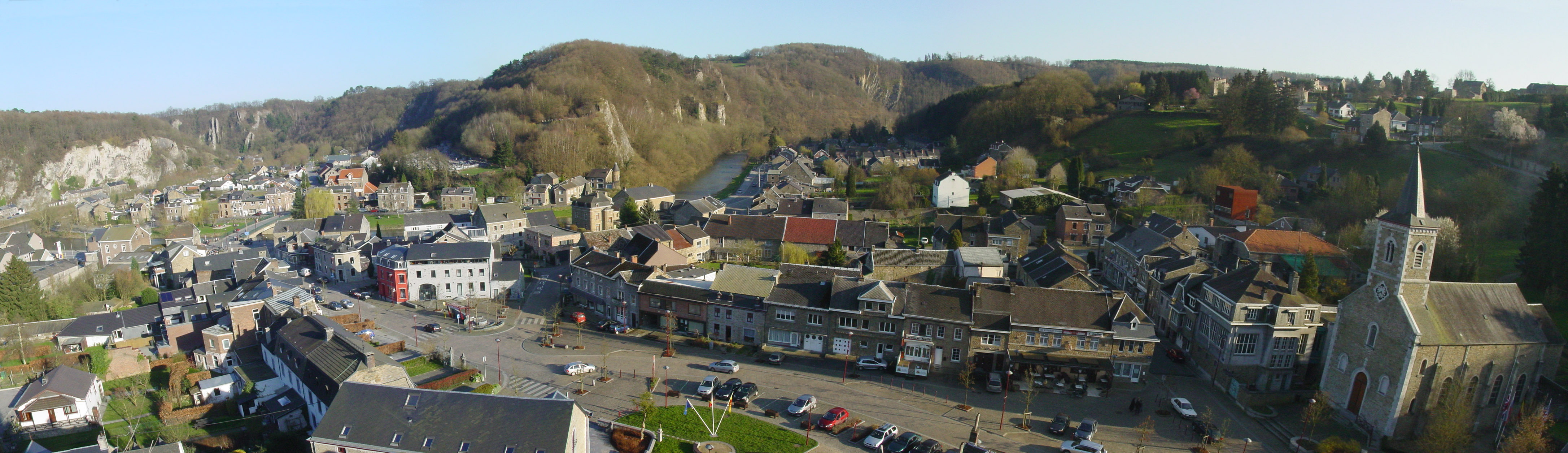
Toàn cảnh Comblain-au-Pont

Comblain-au-Pont là một đô thị ở tỉnh Liège. Tại thời điểm ngày 1 tháng 1 năm 2006, Comblain-au-Pont có tổng dân số 5.372 người. Tổng diện tích là 22,68 km² với mật độ dân số 237 người trên mỗi km². Đô thị này tọa lạc tại nơi hợp lưu các sông Amblève và Ourthe.